# Markiewiczów
Markiewiczów (prononciation : [markʲɛˈvit͡ʂuf]) est un village polonais de la gmina de Żółkiewka dans le powiat de Krasnystaw de la voïvodie de Lublin dans l'est de la Pologne.
Le village compte approximativement une population de 50 à 60 habitants.

## Histoire
De 1975 à 1998, le village est attaché administrativement à la Voïvodie de Zamość.

Depuis 1999, il fait partie de la nouvelle voïvodie de Lublin.